# 1793

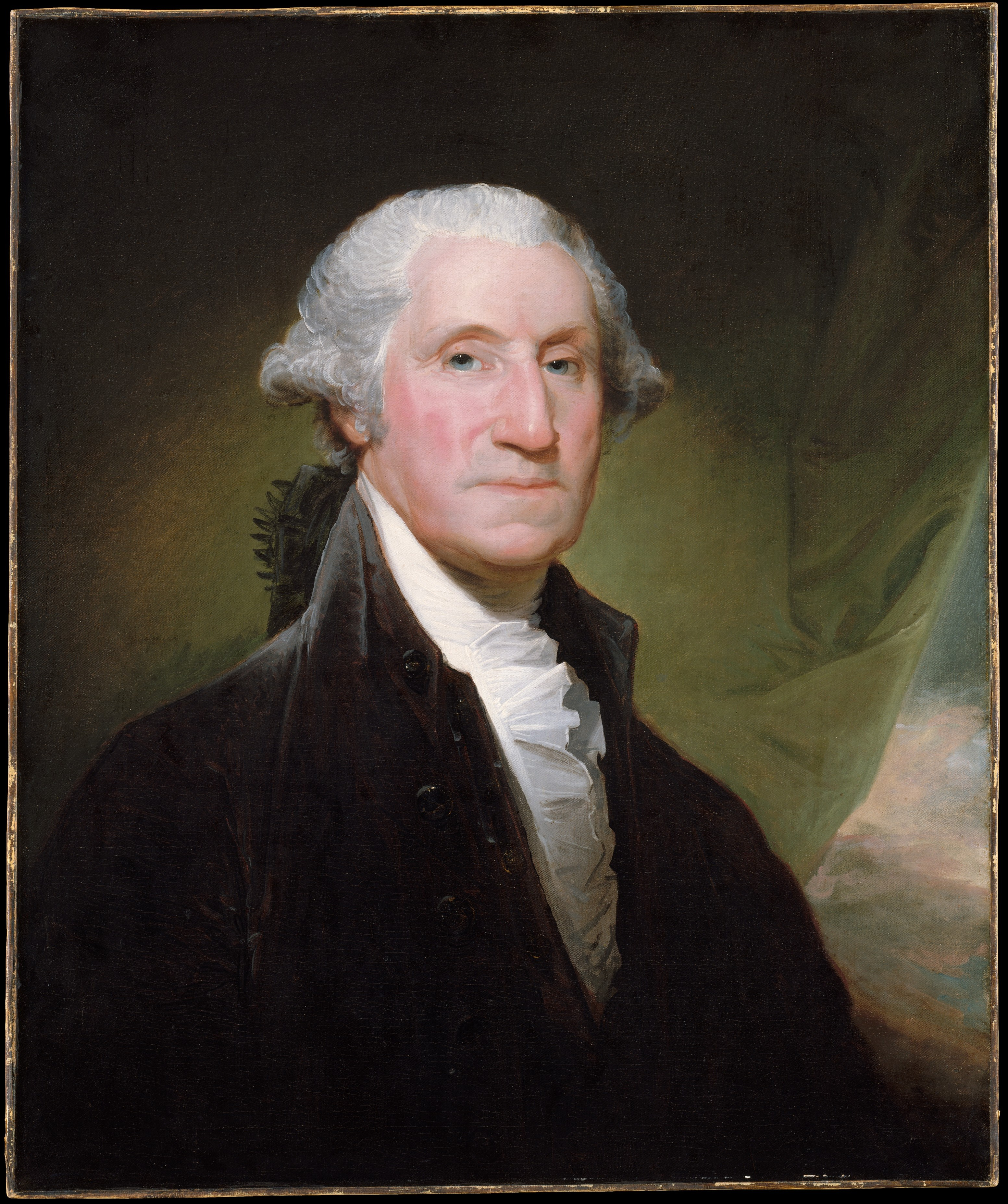
George Washington

Het jaar 1793 is het 93e jaar in de 18e eeuw volgens de christelijke jaartelling.

## Gebeurtenissen
januari

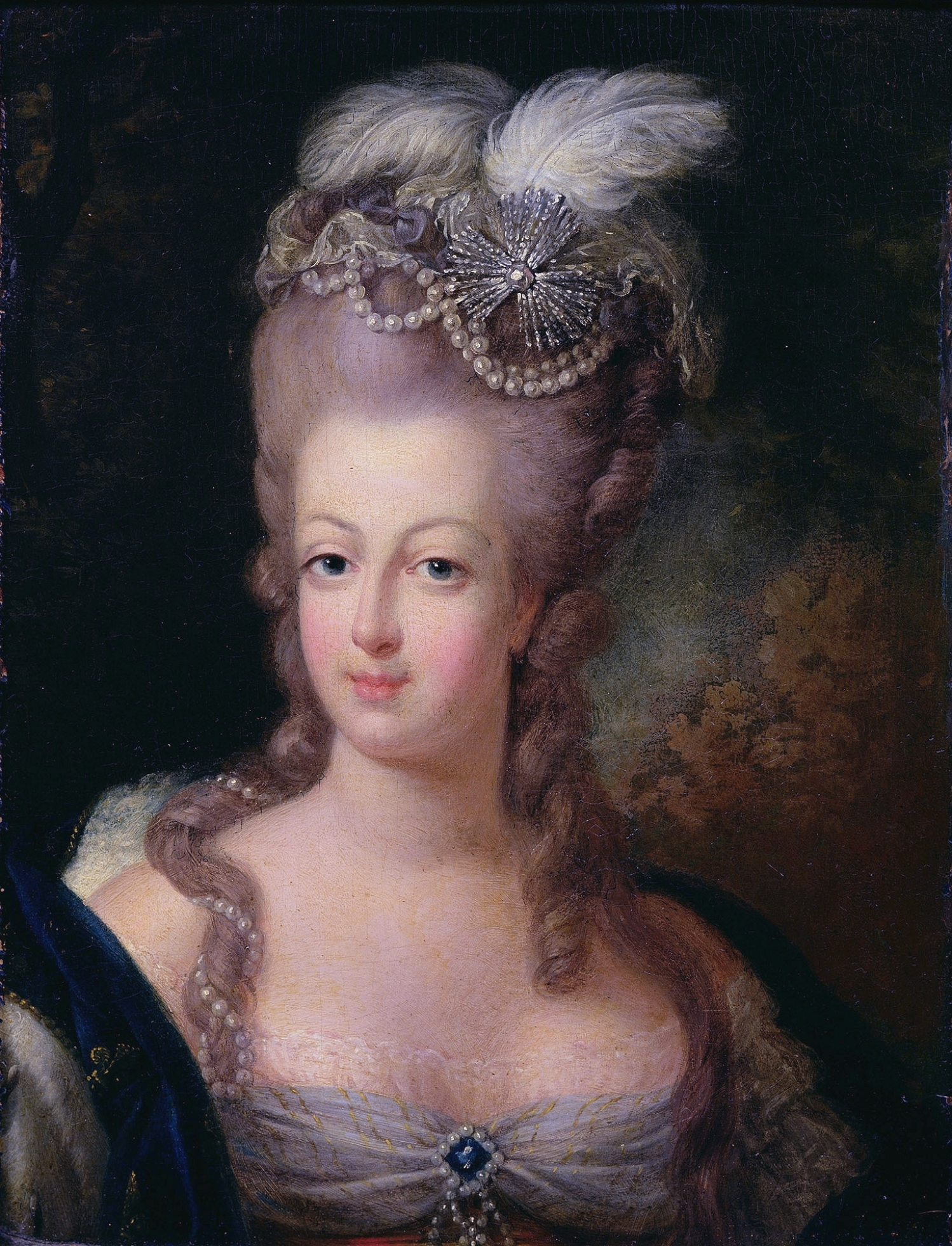
Marie Antoinette wordt in 1793 geëxecuteerd met de guillotine

- 2 - keizerrijk Rusland en koninkrijk Pruisen verdelen Polen.
- 21 - Lodewijk XVI van Frankrijk wordt – na veroordeeld te zijn voor verraad – terechtgesteld met de guillotine.

februari
- 1 - Het revolutionaire Frankrijk verklaart "de tirannen George III en Willem V" de oorlog.
- 11 - Het Pruissische leger bezet Venlo
- 17 - Franse troepen onder generaal Charles-François Dumouriez vallen vanuit Antwerpen West-Brabant binnen.
- 19 - Boni na verraad gedood in Suriname.
- 21 - In Nederland wordt het Korps Rijdende Artillerie opgericht.
- 25 - George Washington houdt zijn eerste kabinetsvergadering als president van de Verenigde Staten.
- februari - Franse troepen bezetten Monaco en nemen prins Honorius III als gevangene mee naar Parijs.

maart
- 1 - Frankrijk annexeert de stad Brussel.
- 2 - Frankrijk annexeert het vorstendom Salm, Henegouwen en de stad Gent.
- 4 - Frankrijk annexeert de stad Florennes
- 5 - Franse troepen worden door de Oostenrijkers verslagen. Luik wordt heroverd.
- 6 - In hun opmars naar het noorden arriveren de Fransen te Eindhoven en planten daar de vrijheidsboom.
- 7 - Spanje verklaart Frankrijk de oorlog.
- 8 - Frankrijk annexeert de stad Leuven
- 8 - Frankrijk annexeert het markgraafschap Franchimont, het abdijvorstendom Stavelot-Malmedy en het graafschap Logne.
- 9 - Frankrijk annexeert Namen en Oostende
- 11 - Frankrijk annexeert Ham-sur-Sambre, Fleurus en Wasseigne.
- 15 - Aan boord van 's Lands hulk Dwinger breekt in het Vlie een ernstige brand uit, waarbij het schip vergaat. Bij deze ramp verliest bijna de helft van de circa 140 opvarenden het leven.
- 18 - Tweede Slag bij Neerwinden.
- 19 - Frankrijk annexeert Brugge
- 20 - Frankrijk annexeert de gemeenten Biding, Enting en het Duitse deel van Lelling (Empire).
- 23 - Frankrijk annexeert de gemeenten in het Doornikse.
- 23 - Frankrijk annexeert de Rauraakse Republiek als departement Mont-Terrible.
- 26 - Feestelijke terugkeer van landvoogd Karel van Oostenrijk-Teschen en gevolmachtigd minister Von Metternich-Winnenburg in Brussel.
- 30 - Frankrijk annexeert Mainz
- - Begin van de Opstand in de Vendée door lage adel, ambachtslieden en boeren, vooral door het antikatholieke karakter van de Franse Revolutie.

april
- 6 - De Franse Nationale Conventie draagt de uitvoerende macht over aan het Comité de salut public.
- 14 - Pruisische, Saksische en Hessische troepen slaan het beleg rond Mainz.

mei
- 3 - Het regerende huis in Anhalt-Zerbst sterft uit. Het eigenlijke land komt aan Anhalt-Dessau, Anhalt-Köthen en Anhalt-Bernburg. De heerlijkheid Jever komt aan Rusland.
- 8 - Frankrijk annexeert het prinsbisdom Luik

juni
- 1 - De dynastie van het Rijngraafschap Stein sterft uit. Deze wordt opgevolgd door de tak Salm-Grumbach.
- 2 - De jakobijnen grijpen de macht in Frankrijk en zetten de girondijnen gevangen.
- 24 - Saint-Just en Danton dienen een nieuwe, revolutionaire grondwet in bij de Conventie.

juli
- 9 - In Opper-Canada wordt een wet tegen de slavernij aangenomen.
- 13 - De Franse jacobijn Jean-Paul Marat wordt in bad vermoord door de girondijn Charlotte Corday d'Armont. Ze verklaart later tegen de rechter dat ze één man heeft gedood om het leven van 100.000 mensen te redden. Ze sterft onder de guillotine.
- 20 - De bonthandelaar Alexander Mackenzie bereikt de westkust van Canada. Hij is daarmee de eerste Europeaan die het Amerikaanse continent heeft overgestoken ten noorden van Mexico.
- 23 - Franse aftocht maakt een einde aan het Beleg van Mainz.

augustus
- 23 - In de Franse Nationale Vergadering kondigt Lazare Carnot de algemene mobilisatie af voor ongetrouwde mannen tussen de 18 en 23 jaar.

september
- 5 - Begin van de Terreur in Frankrijk.
- 12 en 13 - Tijdens de Postenoorlog levert Herman Willem Daendels slag bij het Vlaamse Wervik tegen het Staatse leger, waar prins Frederik door een kogel aan zijn schouder gewond raakt. De Staatse troepen worden tot een overhaaste terugtocht gedwongen en uiteengeslagen.
- 17 - De wet op de verdachten wordt geproclameerd.
- 18 - De Zuid-Franse havenstad Toulon wordt bezet door Britse, Spaanse en Frans-royalistische troepen. Begin van het beleg van Toulon door het revolutionaire Franse leger.

oktober
- 1 - In Toulon hijst de royalistische leider Baron d’Imbert de Franse koninklijke vlag en roept de jonge Lodewijk XVIII uit tot koning van Frankrijk. De royalisten vragen steun aan de geallieerden, die een leger van 13.000 Britse, Spaanse, Napolitaanse en Piedmontese troepen zenden.
- 10 - Saint-Just en Danton kondigen de opschorting aan van de grondwet.
- 11 - Het dodental aan de gele koorts in Philadelphia komt op honderd. Tegen het einde van de epidemie begin november zal het 5.000 bedragen, 10% van het inwonertal van de stad.
- 16 - Marie Antoinette, de Franse ex-koningin, wordt terechtgesteld met de guillotine.
- 31 - De Jacobijnen in Parijs executeren 22 leiders van de Girondijnen.

november
- 6 - Philippe Égalité, de gewezen hertog van Orléans, die steeds de revolutie heeft gesteund, wordt terechtgesteld.
- 8 - Het Louvre te Parijs opent, na meer dan twee eeuwen als koninklijk paleis te hebben gefungeerd, zijn deuren als museum.

december
- 18 - De Engelsen moeten Toulon ontruimen. Franse koningsgezinde marineofficieren dragen zestien schepen aan hen over.
- december - Noah Webster richt het eerste in New York verschijnende dagblad op: de American Minerva.

zonder datum
- Een poging van het Ottomaanse Rijk om weer het onmiddellijke bewind over Tripolitanië over te nemen wordt verijdeld. De Qaramanli blijven aan de macht.
- De Nederlandse autoriteiten in de Kaapkolonie nemen bezit van Walvisbaai (Namibië).

## Muziek
- Domenico Cimarosa componeert Il maestro di cappella.
- Joseph Haydn componeert zijn Symfonie nr. 99.

## Beeldende kunst

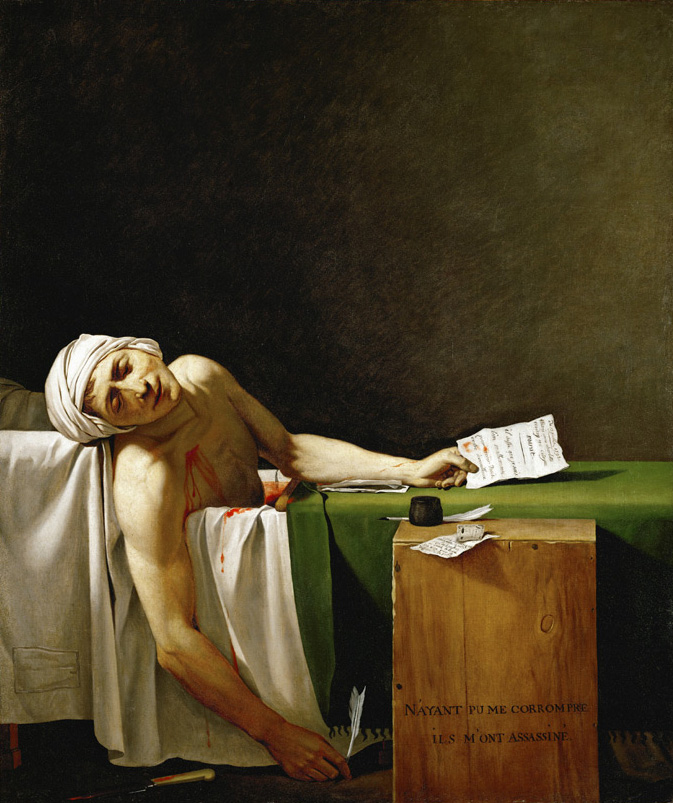
De dood van Marat (1793) Jacques-Louis David, Koninklijke Musea voor Schone Kunsten van België, Brussel

## Bouwkunst

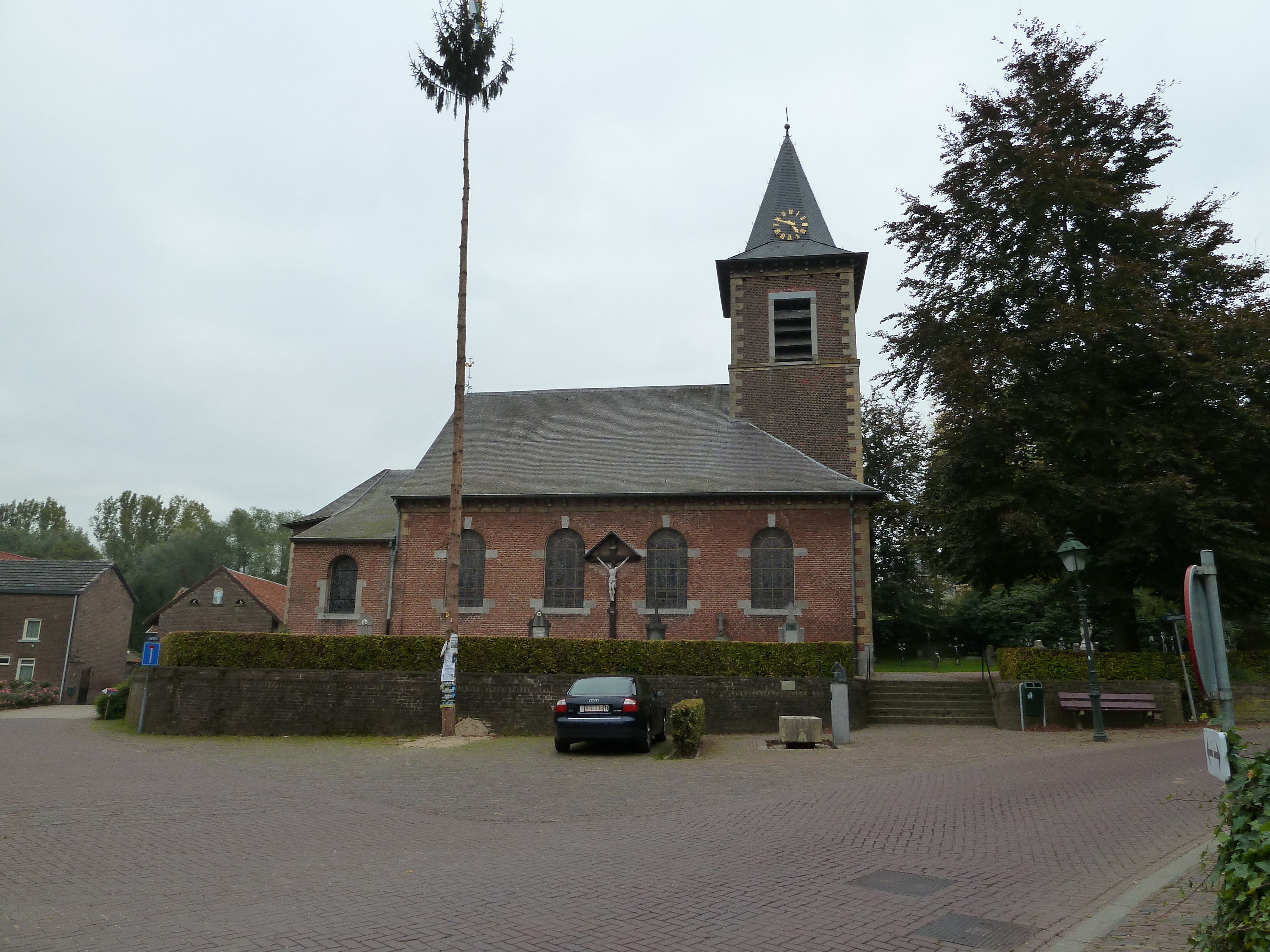
Sint-Remigiuskerk (Slenaken) (1793)

## Geboren
januari
- 22 - Caspar Reuvens, Nederlands hoogleraar en museumdirecteur (overleden 1835)

maart
- 30 - Juan Manuel de Rosas, Argentijns politicus en militair leider (overleden 1877)

april
- 9 - Felix de Mûelenaere, Belgisch politicus; premier 1831/'32 (overleden 1862)
- 19 - Ferdinand I, keizer van Oostenrijk (overleden 1875)

juni
- 2 - Alexander Collie, Schots ontdekkingsreiziger en koloniaal chirurg in West-Australië (overleden 1835)

september
- 25 - Felicia Hemans, Brits dichteres (overleden 1835)

datum onbekend
- Andrew Clarke, 3e gouverneur van West-Australië (overleden 1847)
- Thomas Peel, belangrijk pionier en financier bij aanvang van de kolonisatie van West-Australië (overleden 1865)
- Rolinda Sharples, Brits kunstschilder (overleden 1838)

## Overleden
januari
- 1 - Francesco Guardi (80), Italiaans kunstschilder
- 21 - Lodewijk XVI (39), koning van Frankrijk

februari
- 6 - Carlo Goldoni (85), Italiaans toneelschrijver

mei
- 20 - Charles Bonnet (73), Zwitsers natuurvorser
- 23 - William Hudson (±63), Engels botanicus en apotheker

juli
- 13 - Jean-Paul Marat (50), Zwitsers-Frans revolutionair

oktober
- 8 - John Hancock (56), Amerikaans revolutionair en zakenman
- 16 - Marie Antoinette van Oostenrijk (37), koningin van Frankrijk
- 31 - Jacques Pierre Brissot (39), Frans journalist en politicus

november
- 8 - Madame Roland (39), Frans revolutionaire, salonnière en schrijfster.

december
- 12 - Johan Adolf van Nassau-Usingen (53), Frans en Pruisisch generaal